# Резерв (Канзас)
Резерв (англ. Reserve) — місто в США, в окрузі Браун штату Канзас. Населення — 67 осіб (2020).

## Географія
Резерв розташований за координатами 39°58′37″ пн. ш. 95°33′55″ зх. д. / 39.97694° пн. ш. 95.56528° зх. д. (39.977006, -95.565172).  За даними Бюро перепису населення США в 2010 році місто мало площу 0,29 км², уся площа — суходіл.

## Демографія
Згідно з переписом 2010 року, у місті мешкали 84 особи в 36 домогосподарствах у складі 20 родин. Густота населення становила 290 осіб/км².  Було 58 помешкань (200/км²).
Расовий склад населення:
| - 79,8 % — білих - 13,1 % — корінних американців - 1,2 % — чорних або афроамериканців |

До двох чи більше рас належало 6,0 %. Частка іспаномовних становила 0,0 % від усіх жителів.
За віковим діапазоном населення розподілялося таким чином: 27,4 % — особи молодші 18 років, 60,7 % — особи у віці 18—64 років, 11,9 % — особи у віці 65 років та старші. Медіана віку мешканця становила 44,5 року. На 100 осіб жіночої статі у місті припадало 82,6 чоловіків;  на 100 жінок у віці від 18 років та старших — 90,6 чоловіків також старших 18 років.
Середній дохід на одне домашнє господарство  становив 27 536 доларів США (медіана — 19 500), а середній дохід на одну сім'ю — 37 447 доларів (медіана — 32 813). За межею бідності перебувало 23,5 % осіб, у тому числі 11,1 % дітей у віці до 18 років та 21,7 % осіб у віці 65 років та старших.
Цивільне працевлаштоване населення становило 27 осіб. Основні галузі зайнятості: мистецтво, розваги та відпочинок — 40,7 %, публічна адміністрація — 14,8 %, транспорт — 11,1 %, виробництво — 11,1 %.